# Teks
Teks – jednostka gęstości liniowej stosowana w włókiennictwie oznaczana symbolem tex, dawniej stosowano również oznaczenie Tt. Używana jest do określania gęstości liniowej nici. W międzynarodowym układzie jednostek miar SI teks jest jednostką pozaukładową, dopuszczoną do stosowania tylko w określonych dziedzinach.
Zdefiniowany jest zależnością
{\displaystyle {\text{tex}}=10^{-6}\,\,{\frac {\text{kg}}{\text{m}}}=0,001\,\,{\frac {\text{g}}{\text{m}}}}
Najczęściej używana jest w postaci jednostki dziesięciokrotnie mniejszej – decyteks (dtex).